# Canthidium obscurum
Canthidium obscurum là một loài bọ cánh cứng trong họ Bọ hung (Scarabaeidae).